# Contea di Spalding
La contea di Spalding (in inglese Spalding County) è una contea dello Stato della Georgia, negli Stati Uniti. La popolazione al censimento del 2000 era di 58 417 abitanti. Il capoluogo di contea è Griffin.